# Ljudmila Anatoljewna Litwinowa
Ljudmila Anatoljewna Litwinowa (russisch Людмила Анатольевна Литвинова, wiss. Transliteration Ljudmila Anatol'evna Litvinova; * 8. Juni 1985 in Lipezk) ist eine russische Leichtathletin, die sich auf den 400-Meter-Lauf spezialisiert hat.
Sie siegte im 400-Meter-Lauf bei den U23-Leichtathletik-Europameisterschaften 2007 in Debrecen mit einer Zeit von 51,25 s.
2007 belegte sie mit der russischen 4-mal-400-Meter-Staffel den vierten Platz bei den Leichtathletik-Weltmeisterschaften in Osaka. Bei den Olympischen Spielen 2008 in Peking gewann sie mit der Staffel hinter der Mannschaft der Vereinigten Staaten die Silbermedaille. Wie auch ihre Mannschaftskollegin Tatjana Firowa war sie dabei sowohl in der Vorrunde als auch im Finale eingesetzt worden. Jedoch wurde die Staffel 2016 nachträglich disqualifiziert, nachdem den Staffelkolleginnen Anastassija Kapatschinskaja und Firowa bei Nachtests Doping nachgewiesen worden war.
Bei den Leichtathletik-Weltmeisterschaften 2009 in Berlin gewann sie mit der 4-mal-400-Meter-Staffel die Bronzemedaille. Im 400-Meter-Lauf schied sie dagegen in der Halbfinalrunde aus.
Ljudmila Litwinowa hat bei einer Körpergröße von 1,74 m ein Wettkampfgewicht von 62 kg. Sie studiert Wirtschaftswissenschaften an der Texas State University-San Marcos.

## Bestleistungen
- 200 m: 22,82 s, 30. Mai 2009, Sotschi
- 400 m: 50,62 s, 18. Juli 2008, Kasan